# Eupilio
Eupilio är en ort och kommun i provinsen Como i regionen Lombardiet i Italien. Kommunen hade 2 592 invånare (2018).